# Huqiu
För andra betydelser, se Huqiu (olika betydelser).
Huqiu är ett stadsdistrikt som lyder under Suzhous stad på prefekturnivå i Jiangsu-provinsen i östra Kina. Det ligger omkring 190 kilometer sydost om provinshuvudstaden Nanjing. 